# جایزه بامبی

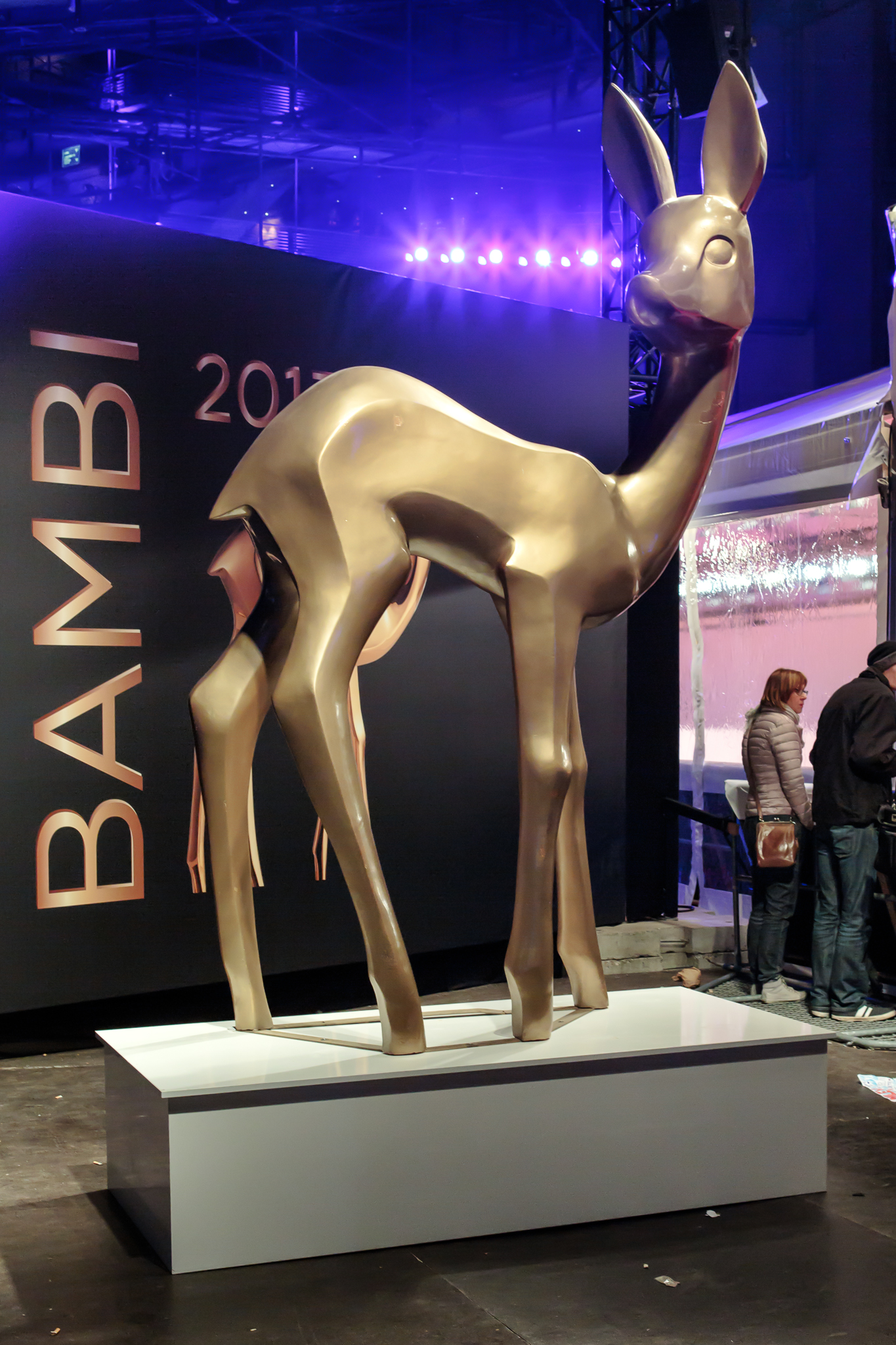
تندیس بامبی در برلین، ۲۰۱۳

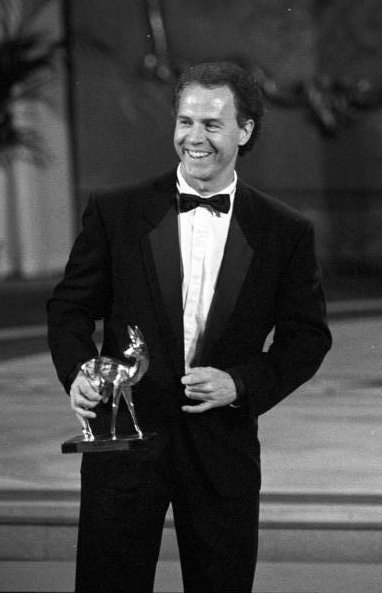
فرانتس بکن‌باوئر، لایپزیگ، ۲۷ نوامبر ۱۹۹۰

جایزه بامبی (آلمانی: Bambi Award) نام جایزه‌ای بین‌المللی است که همه‌ساله به برترین‌های تلویزیون در شاخه‌های هنر، فرهنگ، ورزش و سایر زمینه‌ها اهدا برلین آلمان می‌شود.
این جایزه نخستین بار در سال ۱۹۴۸ میلادی بنا نهاده شد و نامش را از رمانِ قدیمی «بامبی، یک زندگی در جنگل» می‌گیرد.
تندیس این جایزه در آغاز از جنسِ سرامیک بود، اما از سال ۱۹۵۸ میلادی به بعد، از طلا ساخته شد.
از افراد مشهوری که چندین مرتبه برندهٔ این جایزه شده‌اند، می‌توان به هاینتس رومان (۱۲ بار)، پتر آلکساندر (۱۰ بار)، او دبلیو فیشر (۱۰ بار)، سوفیا لورن (۹ بار)، ماریا شل (۸ بار)، راک هادسن (۶ بار)، فرانتس بکن‌باوئر (۵ بار)، پیر بریس (۵ بار) و سلین دیون (۳ بار) اشاره کرد.